# Chrysops brimleyi
Chrysops brimleyi är en tvåvingeart som beskrevs av James Stewart Hine 1904. Chrysops brimleyi ingår i släktet Chrysops och familjen bromsar. Inga underarter finns listade i Catalogue of Life.